# William Ruthven Smith

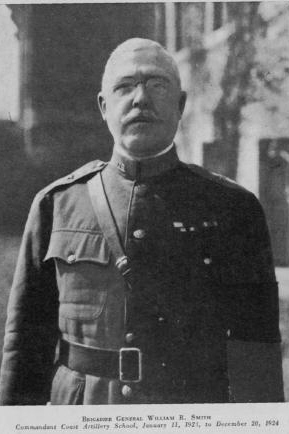
William Ruthven Smith

William Ruthven Smith (* 2. April 1868 in Nashville, Tennessee; † 15. Juli 1941 in Sewanee, Tennessee) war ein Generalmajor der United States Army. Er war unter anderem als Superintendent Leiter der Militärakademie West Point.
William Smith besuchte die Schulen seiner Heimat und studierte dann zwei Jahre lang an der ebenfalls in Nashville ansässigen Vanderbilt University. Zwischen dem 16. Juni 1888 und dem 11. Juni 1892 absolvierte er die Militärakademie in West Point. Dort graduierte er im Sommer 1892 als zehnter von 62 Kadetten. Auffallend war an diesem Jahrgang, dass aus diesen Kadetten überdurchschnittlich viele spätere Generäle der US Army hervorgingen, unter anderem Charles P. Summerall und Preston Brown. Nach seinem Abschluss in West Point wurde Smith als Leutnant der Artillerie zugewiesen. In der Armee durchlief er anschließend alle Offiziersränge vom Leutnant bis zum Zwei-Sterne-General.
In den Jahren vor dem Ersten Weltkrieg war William Smith Offizier bei verschiedenen Einheiten der Feld- bzw. Küstenartillerie. Zwischenzeitlich war er auch Lehrer in West Point für verschiedene naturwissenschaftliche Fächer. Er wurde auch auf dem Gebiet der U-Bootbekämpfung unterrichtet und gab sein Wissen dann selbst als Lehrer an andere Soldaten weiter. Im Jahr 1908 übernahm er das Kommando über Fort Monroe in Virginia. Nach dem Eintritt der Vereinigten Staaten in den Ersten Weltkrieg übernahm Smith das Kommando über die 62. Feldartilleriebrigade, die zur 37. Infanterie-Division gehörte und damit Teil der Ohio National Guard war. Im Sommer 1918 erhielt er als Nachfolger von John Augustus Hulen das Kommando über die 36. Infanterie-Division, die aus Teilen der Nationalgarden von Texas und Oklahoma bestand. Mit dieser Einheit nahm er in Frankreich an einigen entscheidenden Gefechten teil. Er behielt das Kommando dieser Division bis zu deren Auflösung im Juli 1919.
In den folgenden Jahren war er unter anderem auf den Philippinen stationiert, wo er zwischen 1919 und 1920 Generalstabschef im dortigen Hauptquartier der Armee war. Zwischen Januar 1922 und Januar 1923 hatte er das Kommando über Fort Sam Houston und zwischen Januar 1923 und Juli 1924 war er in Fort Monroe Kommandeur des 3. Distrikts der Küstenwache. Danach war er bis Dezember 1924 in Baltimore Kommandeur der dortigen 3. Corps Area. Gleichzeitig behielt er das Oberkommando über den 3. Distrikt der Küstenwache. Danach kommandierte Smith das Hawaii Department der US Army in Honolulu. Zwischen 1928 und 1932 war er als Nachfolger von Edwin B. Winans Jr. der 35. Leiter der Militärakademie West Point. Als solcher förderte er auch die Pilotenausbildung für das Army Air Corps, indem er sich für den Bau der Stewart Air National Guard Base einsetzte, an der die Akademie dann ab 1934 Piloten ausbildete. Zu diesem Zweck wurde auch das Areal der Akademie beträchtlich erweitert.
Im Jahr 1932 ging Generalmajor William Smith in den Ruhestand, den er in Sewanee verbrachte, wo er bis zu seinem Tod die dortige Militärschule, die heutige St. Andrew’s-Sewanee School, leitete. Er war seit 1901 mit Mary Davis verheiratet, mit der er zwei Kinder hatte.

## Orden und Auszeichnungen
Generalmajor William Smith erhielt im Lauf seiner militärischen Laufbahn unter anderem folgende Auszeichnungen:
- Army Distinguished Service Medal
- Orden des Kommandeurs der Ehrenlegion (französisch)
- Croix de Guerre (französisch)